# Plac Wilsona metróállomás
A Plac Wilsona egy metróállomás Varsóban a varsói M1-es metró vonalán.

## Szomszédos állomások
A metróállomáshoz az alábbi állomások vannak a legközelebb:
- Marymont (Młociny, M1-es metróvonal)
- Dworzec Gdański (Kabaty, M1-es metróvonal)

## Átszállási kapcsolatok
| M1 (Młociny ↔ Kabaty) |                                                   |                         |
| Állomás               | Átszállási kapcsolatok                            | Fontosabb létesítmények |
| Plac Wilsona          | 114, 116, 122, 157, 181, 185, 205, 303, 518 6, 15 |                         |